# Station Saint-Louis La Chaussée
Station Saint-Louis-la-Chaussée is een spoorwegstation in de Franse gemeente Saint-Louis. De stopplaats bevindt zich in het noorden van de gemeente, in de wijk La Chaussée of Neuweg. Dit was vroeger het Station Blotzheim-Neuweg.

## Treindienst
| Serie     | Treinsoort | Route                                                | Bijzonderheden |
| --------- | ---------- | ---------------------------------------------------- | -------------- |
| TER 96100 | TER (SNCF) | Mulhouse-Ville – Saint-Louis la Chaussée – Basel SBB | S-Bahn Basel   |